# Серамацони (Модена)
Серамацони (итал. Serramazzoni) је насеље у Италији у округу Модена, региону Емилија-Ромања.
Према процени из 2011. у насељу је живело 3232 становника. Насеље се налази на надморској висини од 759 м.

## Становништво
Према резултатима пописа становништва 2011. у општини је живело 8.014 становника.
| 1931. | 1936. | 1951. | 1961. | 1971. | 1981. | 1991. | 2001. | 2011. |
| ----- | ----- | ----- | ----- | ----- | ----- | ----- | ----- | ----- |
| 8.648 | 8.853 | 9.021 | 6.992 | 5.449 | 5.205 | 5.428 | 6.883 | 8.014 |